# Skirroceras bayleanum
Skirroceras bayleanum es una especie de amonita de la familia Stephanoceratidae.
Estos carnívoros nectónicos de rápido movimiento vivieron durante el período Jurásico, en la era Bajociana.

## Descripción
Skirroceras bayleanum tiene un caparazón que alcanza unos 10,8 centímetros (4,3 pulgadas) de diámetro.

## Distribución
Los fósiles de Skirroceras bayleanum se encuentran en el Jurásico Medio Bajociano del Reino Unido y Francia.